# Porella donoghueorum
Porella donoghueorum är en mossdjursart som beskrevs av Dick, Grischenko och Shunsuke F. Mawatari 2005. Porella donoghueorum ingår i släktet Porella och familjen Bryocryptellidae. Inga underarter finns listade i Catalogue of Life.